# Danh sách tiểu hành tinh: 22201–22300
| Tên                    | Tên đầu tiên | Ngày phát hiện       | Nơi phát hiện           | Người phát hiện                                        |
| ---------------------- | ------------ | -------------------- | ----------------------- | ------------------------------------------------------ |
| 22201 -                | 4584 P-L     | 24 tháng 9 năm 1960  | Palomar                 | C. J. van Houten, I. van Houten-Groeneveld, T. Gehrels |
| 22202 -                | 4715 P-L     | 24 tháng 9 năm 1960  | Palomar                 | C. J. van Houten, I. van Houten-Groeneveld, T. Gehrels |
| 22203 Prothoenor       | 6020 P-L     | 24 tháng 9 năm 1960  | Palomar                 | C. J. van Houten, I. van Houten-Groeneveld, T. Gehrels |
| 22204 -                | 6121 P-L     | 24 tháng 9 năm 1960  | Palomar                 | C. J. van Houten, I. van Houten-Groeneveld, T. Gehrels |
| 22205 -                | 6703 P-L     | 24 tháng 9 năm 1960  | Palomar                 | C. J. van Houten, I. van Houten-Groeneveld, T. Gehrels |
| 22206 -                | 6735 P-L     | 24 tháng 9 năm 1960  | Palomar                 | C. J. van Houten, I. van Houten-Groeneveld, T. Gehrels |
| 22207 -                | 7081 P-L     | 17 tháng 10 năm 1960 | Palomar                 | C. J. van Houten, I. van Houten-Groeneveld, T. Gehrels |
| 22208 -                | 7605 P-L     | 17 tháng 10 năm 1960 | Palomar                 | C. J. van Houten, I. van Houten-Groeneveld, T. Gehrels |
| 22209 -                | 1056 T-1     | 25 tháng 3 năm 1971  | Palomar                 | C. J. van Houten, I. van Houten-Groeneveld, T. Gehrels |
| 22210 -                | 2206 T-1     | 25 tháng 3 năm 1971  | Palomar                 | C. J. van Houten, I. van Houten-Groeneveld, T. Gehrels |
| 22211 -                | 3106 T-1     | 26 tháng 3 năm 1971  | Palomar                 | C. J. van Houten, I. van Houten-Groeneveld, T. Gehrels |
| 22212 -                | 3195 T-1     | 26 tháng 3 năm 1971  | Palomar                 | C. J. van Houten, I. van Houten-Groeneveld, T. Gehrels |
| 22213 -                | 4322 T-1     | 26 tháng 3 năm 1971  | Palomar                 | C. J. van Houten, I. van Houten-Groeneveld, T. Gehrels |
| 22214 -                | 4326 T-1     | 26 tháng 3 năm 1971  | Palomar                 | C. J. van Houten, I. van Houten-Groeneveld, T. Gehrels |
| 22215 -                | 1108 T-2     | 29 tháng 9 năm 1973  | Palomar                 | C. J. van Houten, I. van Houten-Groeneveld, T. Gehrels |
| 22216 -                | 1242 T-2     | 29 tháng 9 năm 1973  | Palomar                 | C. J. van Houten, I. van Houten-Groeneveld, T. Gehrels |
| 22217 -                | 1260 T-2     | 29 tháng 9 năm 1973  | Palomar                 | C. J. van Houten, I. van Houten-Groeneveld, T. Gehrels |
| 22218 -                | 2064 T-2     | 29 tháng 9 năm 1973  | Palomar                 | C. J. van Houten, I. van Houten-Groeneveld, T. Gehrels |
| 22219 -                | 2066 T-2     | 29 tháng 9 năm 1973  | Palomar                 | C. J. van Houten, I. van Houten-Groeneveld, T. Gehrels |
| 22220 -                | 2097 T-2     | 29 tháng 9 năm 1973  | Palomar                 | C. J. van Houten, I. van Houten-Groeneveld, T. Gehrels |
| 22221 -                | 2243 T-2     | 29 tháng 9 năm 1973  | Palomar                 | C. J. van Houten, I. van Houten-Groeneveld, T. Gehrels |
| 22222 Hodios           | 3156 T-2     | 30 tháng 9 năm 1973  | Palomar                 | C. J. van Houten, I. van Houten-Groeneveld, T. Gehrels |
| 22223 -                | 3232 T-2     | 30 tháng 9 năm 1973  | Palomar                 | C. J. van Houten, I. van Houten-Groeneveld, T. Gehrels |
| 22224 -                | 3270 T-2     | 30 tháng 9 năm 1973  | Palomar                 | C. J. van Houten, I. van Houten-Groeneveld, T. Gehrels |
| 22225 -                | 4091 T-2     | 29 tháng 9 năm 1973  | Palomar                 | C. J. van Houten, I. van Houten-Groeneveld, T. Gehrels |
| 22226 -                | 4328 T-2     | 29 tháng 9 năm 1973  | Palomar                 | C. J. van Houten, I. van Houten-Groeneveld, T. Gehrels |
| 22227 Polyxenos        | 5030 T-2     | 25 tháng 9 năm 1973  | Palomar                 | C. J. van Houten, I. van Houten-Groeneveld, T. Gehrels |
| 22228 -                | 5081 T-2     | 25 tháng 9 năm 1973  | Palomar                 | C. J. van Houten, I. van Houten-Groeneveld, T. Gehrels |
| 22229 -                | 5415 T-2     | 25 tháng 9 năm 1973  | Palomar                 | C. J. van Houten, I. van Houten-Groeneveld, T. Gehrels |
| 22230 -                | 1022 T-3     | 17 tháng 10 năm 1977 | Palomar                 | C. J. van Houten, I. van Houten-Groeneveld, T. Gehrels |
| 22231 -                | 2239 T-3     | 16 tháng 10 năm 1977 | Palomar                 | C. J. van Houten, I. van Houten-Groeneveld, T. Gehrels |
| 22232 -                | 2311 T-3     | 16 tháng 10 năm 1977 | Palomar                 | C. J. van Houten, I. van Houten-Groeneveld, T. Gehrels |
| 22233 -                | 3093 T-3     | 16 tháng 10 năm 1977 | Palomar                 | C. J. van Houten, I. van Houten-Groeneveld, T. Gehrels |
| 22234 -                | 3166 T-3     | 16 tháng 10 năm 1977 | Palomar                 | C. J. van Houten, I. van Houten-Groeneveld, T. Gehrels |
| 22235 -                | 3502 T-3     | 16 tháng 10 năm 1977 | Palomar                 | C. J. van Houten, I. van Houten-Groeneveld, T. Gehrels |
| 22236 -                | 3535 T-3     | 16 tháng 10 năm 1977 | Palomar                 | C. J. van Houten, I. van Houten-Groeneveld, T. Gehrels |
| 22237 -                | 3833 T-3     | 16 tháng 10 năm 1977 | Palomar                 | C. J. van Houten, I. van Houten-Groeneveld, T. Gehrels |
| 22238 -                | 3854 T-3     | 16 tháng 10 năm 1977 | Palomar                 | C. J. van Houten, I. van Houten-Groeneveld, T. Gehrels |
| 22239 -                | 4030 T-3     | 16 tháng 10 năm 1977 | Palomar                 | C. J. van Houten, I. van Houten-Groeneveld, T. Gehrels |
| 22240 -                | 4039 T-3     | 16 tháng 10 năm 1977 | Palomar                 | C. J. van Houten, I. van Houten-Groeneveld, T. Gehrels |
| 22241 -                | 4072 T-3     | 16 tháng 10 năm 1977 | Palomar                 | C. J. van Houten, I. van Houten-Groeneveld, T. Gehrels |
| 22242 -                | 4080 T-3     | 16 tháng 10 năm 1977 | Palomar                 | C. J. van Houten, I. van Houten-Groeneveld, T. Gehrels |
| 22243 -                | 4141 T-3     | 16 tháng 10 năm 1977 | Palomar                 | C. J. van Houten, I. van Houten-Groeneveld, T. Gehrels |
| 22244 -                | 4235 T-3     | 16 tháng 10 năm 1977 | Palomar                 | C. J. van Houten, I. van Houten-Groeneveld, T. Gehrels |
| 22245 -                | 4309 T-3     | 16 tháng 10 năm 1977 | Palomar                 | C. J. van Houten, I. van Houten-Groeneveld, T. Gehrels |
| 22246 -                | 4380 T-3     | 16 tháng 10 năm 1977 | Palomar                 | C. J. van Houten, I. van Houten-Groeneveld, T. Gehrels |
| 22247 -                | 4611 T-3     | 16 tháng 10 năm 1977 | Palomar                 | C. J. van Houten, I. van Houten-Groeneveld, T. Gehrels |
| 22248 -                | 5029 T-3     | 16 tháng 10 năm 1977 | Palomar                 | C. J. van Houten, I. van Houten-Groeneveld, T. Gehrels |
| 22249 Dvorets Pionerov | 1972 RF2     | 11 tháng 9 năm 1972  | Nauchnij                | N. S. Chernykh                                         |
| 22250 Konstfrolov      | 1978 RD2     | 7 tháng 9 năm 1978   | Nauchnij                | T. M. Smirnova                                         |
| 22251 -                | 1978 RT6     | 2 tháng 9 năm 1978   | La Silla                | C.-I. Lagerkvist                                       |
| 22252 -                | 1978 SG      | 27 tháng 9 năm 1978  | La Silla                | R. M. West                                             |
| 22253 Sivers           | 1978 SU7     | 16 tháng 9 năm 1978  | Nauchnij                | L. V. Zhuravleva                                       |
| 22254 Vladbarmin       | 1978 TV2     | 3 tháng 10 năm 1978  | Nauchnij                | N. S. Chernykh                                         |
| 22255 -                | 1978 VX4     | 7 tháng 11 năm 1978  | Palomar                 | E. F. Helin, S. J. Bus                                 |
| 22256 -                | 1978 VP9     | 7 tháng 11 năm 1978  | Palomar                 | E. F. Helin, S. J. Bus                                 |
| 22257 -                | 1978 VJ10    | 7 tháng 11 năm 1978  | Palomar                 | E. F. Helin, S. J. Bus                                 |
| 22258 -                | 1979 MB3     | 25 tháng 6 năm 1979  | Siding Spring           | E. F. Helin, S. J. Bus                                 |
| 22259 -                | 1979 MD5     | 25 tháng 6 năm 1979  | Siding Spring           | E. F. Helin, S. J. Bus                                 |
| 22260 Ur               | 1979 UR      | 19 tháng 10 năm 1979 | Kleť                    | A. Mrkos                                               |
| 22261 -                | 1980 AB      | 13 tháng 1 năm 1980  | Kleť                    | Z. Vávrová                                             |
| 22262 -                | 1980 PZ2     | 4 tháng 8 năm 1980   | Siding Spring           | Royal Observatory Edinburgh                            |
| 22263 Pignedoli        | 1980 RC      | 3 tháng 9 năm 1980   | Bologna                 | Osservatorio San Vittore                               |
| 22264 -                | 1981 EX8     | 1 tháng 3 năm 1981   | Siding Spring           | S. J. Bus                                              |
| 22265 -                | 1981 EE11    | 1 tháng 3 năm 1981   | Siding Spring           | S. J. Bus                                              |
| 22266 -                | 1981 EQ11    | 7 tháng 3 năm 1981   | Siding Spring           | S. J. Bus                                              |
| 22267 -                | 1981 ET23    | 3 tháng 3 năm 1981   | Siding Spring           | S. J. Bus                                              |
| 22268 -                | 1981 EJ26    | 2 tháng 3 năm 1981   | Siding Spring           | S. J. Bus                                              |
| 22269 -                | 1981 EK27    | 2 tháng 3 năm 1981   | Siding Spring           | S. J. Bus                                              |
| 22270 -                | 1981 EQ30    | 2 tháng 3 năm 1981   | Siding Spring           | S. J. Bus                                              |
| 22271 -                | 1981 EZ32    | 1 tháng 3 năm 1981   | Siding Spring           | S. J. Bus                                              |
| 22272 -                | 1981 EY39    | 2 tháng 3 năm 1981   | Siding Spring           | S. J. Bus                                              |
| 22273                  | 1981 QO3     | 26 tháng 8 năm 1981  | La Silla                | H. Debehogne                                           |
| 22274 -                | 1981 RN      | 7 tháng 9 năm 1981   | Kleť                    | A. Mrkos                                               |
| 22275 -                | 1982 BU      | 18 tháng 1 năm 1982  | Anderson Mesa           | E. Bowell                                              |
| 22276 Belkin           | 1982 UH9     | 21 tháng 10 năm 1982 | Nauchnij                | L. G. Karachkina                                       |
| 22277 -                | 1982 VK4     | 14 tháng 11 năm 1982 | Kiso                    | H. Kosai, K. Hurukawa                                  |
| 22278 Protitch         | 1983 RT3     | 2 tháng 9 năm 1983   | La Silla                | H. Debehogne                                           |
| 22279                  | 1984 DM      | 23 tháng 2 năm 1984  | La Silla                | H. Debehogne                                           |
| 22280                  | 1985 CD2     | 12 tháng 2 năm 1985  | La Silla                | H. Debehogne                                           |
| 22281 -                | 1985 PC      | 14 tháng 8 năm 1985  | Anderson Mesa           | E. Bowell                                              |
| 22282 -                | 1985 RA      | 11 tháng 9 năm 1985  | Đài thiên văn Brorfelde | Copenhagen Observatory                                 |
| 22283 -                | 1986 PY      | 6 tháng 8 năm 1986   | Smolyan                 | E. W. Elst, V. G. Ivanova                              |
| 22284 -                | 1986 SH      | 30 tháng 9 năm 1986  | Kleť                    | A. Mrkos                                               |
| 22285 -                | 1987 RR      | 3 tháng 9 năm 1987   | La Silla                | E. W. Elst                                             |
| 22286                  | 1988 BO3     | 18 tháng 1 năm 1988  | La Silla                | H. Debehogne                                           |
| 22287 -                | 1988 RL12    | 14 tháng 9 năm 1988  | Cerro Tololo            | S. J. Bus                                              |
| 22288 -                | 1988 TR2     | 11 tháng 10 năm 1988 | Kleť                    | A. Mrkos                                               |
| 22289                  | 1988 XV1     | 11 tháng 12 năm 1988 | Kushiro                 | S. Ueda, H. Kaneda                                     |
| 22290 -                | 1989 AO      | 2 tháng 1 năm 1989   | Palomar                 | E. F. Helin                                            |
| 22291 Heitifer         | 1989 CH5     | 2 tháng 2 năm 1989   | Tautenburg Observatory  | F. Börngen                                             |
| 22292 -                | 1989 SM1     | 16 tháng 9 năm 1989  | La Silla                | E. W. Elst                                             |
| 22293 -                | 1989 SK4     | 16 tháng 9 năm 1989  | La Silla                | E. W. Elst                                             |
| 22294 Simmons          | 1989 SC8     | 28 tháng 9 năm 1989  | Palomar                 | C. S. Shoemaker, E. M. Shoemaker                       |
| 22295                  | 1989 SZ9     | 16 tháng 9 năm 1989  | La Silla                | H. Debehogne                                           |
| 22296 -                | 1989 TW4     | 7 tháng 10 năm 1989  | La Silla                | E. W. Elst                                             |
| 22297 -                | 1989 WA1     | 21 tháng 11 năm 1989 | Kani                    | Y. Mizuno, T. Furuta                                   |
| 22298                  | 1990 EJ      | 2 tháng 3 năm 1990   | Kushiro                 | S. Ueda, H. Kaneda                                     |
| 22299 -                | 1990 GS      | 15 tháng 4 năm 1990  | La Silla                | E. W. Elst                                             |
| 22300 -                | 1990 OY      | 19 tháng 7 năm 1990  | Palomar                 | E. F. Helin                                            |